# Поролепообразные
Поролепообразные (лат. Porolepiformes) — отряд вымерших лопастепёрых рыб девонского периода, единственный в надотряде поролепоморф (Porolepimorpha). Включает два семейства: Holoptychiidae и Porolepidae.

## Описание
Грудные плавники были удлинённые и часто относительно высокие, брюшные плавники короткие. Это были относительно большие хищные рыбы с широким черепом, маленькими глазами и большими клыками. Судя по форме тела, это были засадные охотники.
Филогенетический анализ указывает на близкое родство с двоякодышащими.

## Классификация
В отряд включают 2 вымерших семейства с 5 родами:
- Семейство Holoptychiidae
  - Holoptychius
  - Glyptolepis
  - Laccognathus
  - Quebecius
- Семейство Porolepidae
  - Porolepis